# Alte Kirche am Markt (Nordhorn)

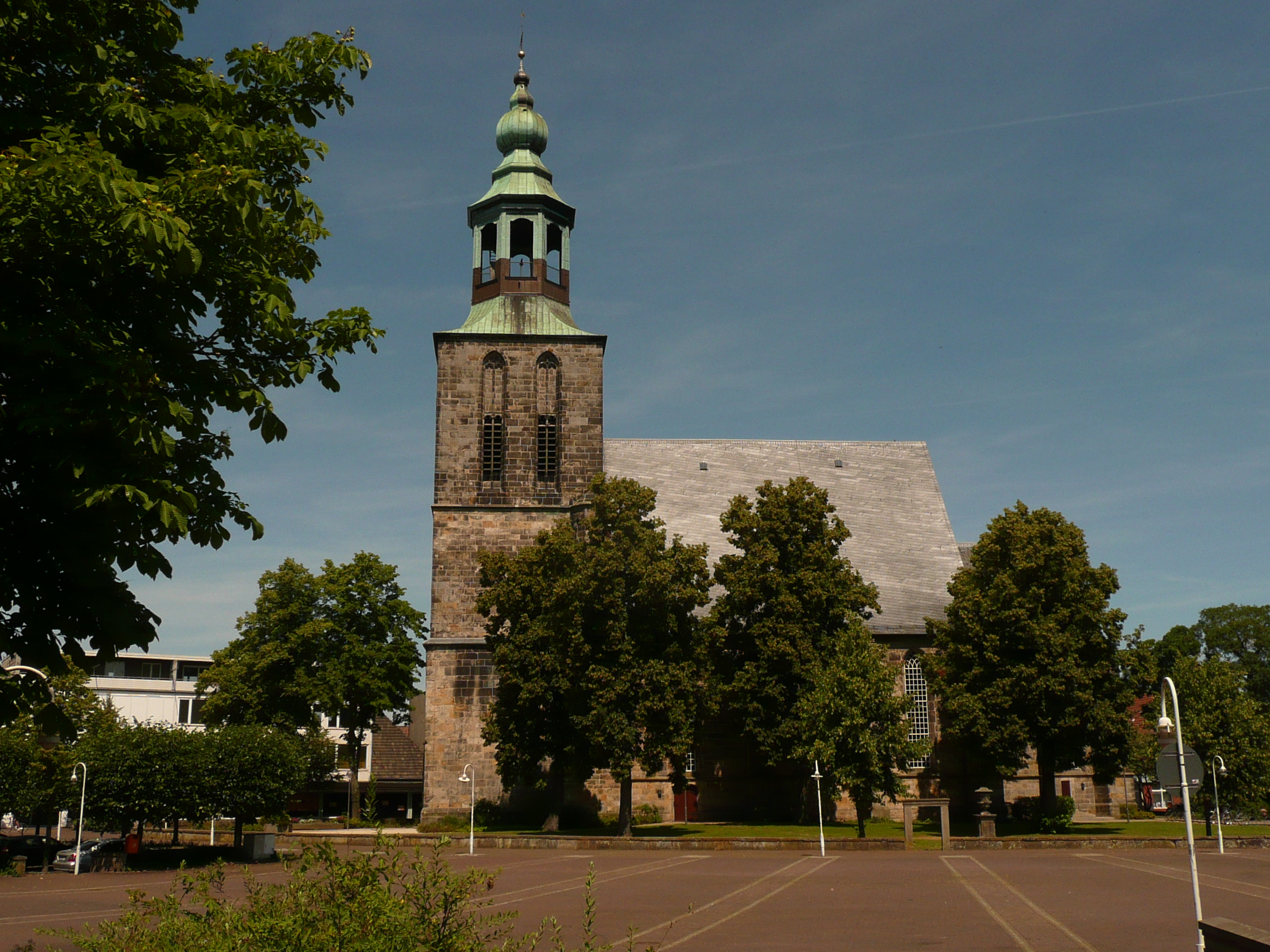
Die Alte Kirche am Markt in Nordhorn

Die Alte Kirche am Markt in Nordhorn ist das Gotteshaus der evangelisch-reformierten Gemeinde und das älteste Baudenkmal der Stadt.

## Geschichte
Die Alte Kirche ging aus einer Missionskirche des heiligen Liudger (Ludgerus) hervor und wurde am 6. Juni 1445, am selben Tag wie die Kirche des Klosters Frenswegen, konsekriert. Bis zur Reformation gehörte sie zum katholischen Bistum Münster. 1544 trat die Grafschaft Bentheim zum lutherischen Bekenntnis über, 1588 nahmen die meisten Grafschafter Gemeinden das reformierte Bekenntnis an.
Die Kirche befindet sich am Marktplatz unweit der Vechte. Seit 1950/51 mit der Neuen Kirche an der Friedrich-Ebert-Straße eine zweite evangelisch-reformierte Kirche errichtet wurde, wird sie Alte Kirche genannt.

## Architektur

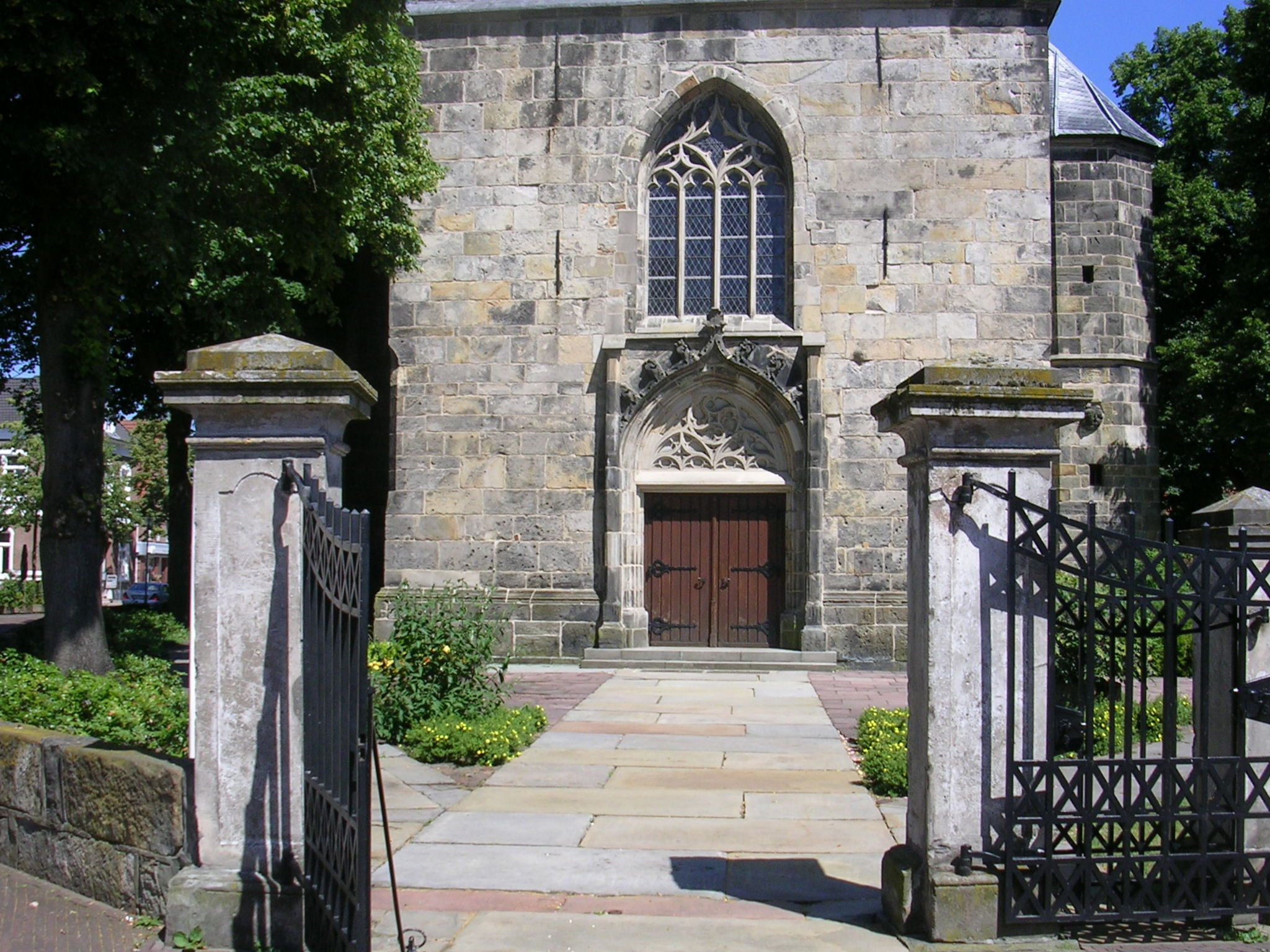
Eingangsportal

Das spätgotische, mit großen dunkelgrauen Bentheimer Sandsteinquadern verblendete Gebäude ist eine dreischiffige Hallenkirche von drei Jochen mit einem Chor aus einem Joch und Polygonschluss von fünf Seiten eines Achtecks, der an der Nordseite von einer niedrigeren zweijochigen Sakristei flankiert wird. Die Gewölbe sind aus Backstein gemauert, ihre tragenden Rippen aus Naturstein gehauen. Der vorgesetzte, später errichtete Westturm öffnet seine Turmhalle in Höhe und Breite des Mittelschiffs nach Osten. Auf der Südseite springt ein Treppenturm vor. In der Mauerfuge zwischen Kirchenschiff und Turm wird seine spätere Entstehung sichtbar. Dafür spricht auch eine Urkunde von 1489, in der Graf Everwyn von Bentheim den Bürgern und Kirchspielleuten von Nordhorn gestattet, an die Kirche einen steinernen Glockenturm zu bauen, mit der Auflage, diesen in Fehdezeiten zu bewachen. Der Kirchturm kann bestiegen werden; er bietet auf über 70 Metern Höhe eine Aussichtsplattform.
Das Innere zeigt eine freigelegte Ornament-Gewölbemalerei und einen Abendmahltisch von 1600.

## Orgel
Die Orgel wurde 1970 durch die Orgelbaufirma Van Vulpen (Utrecht) erbaut. Das Schleifladen-Instrument hat 27 Register auf zwei Manualwerken und Pedal. Die Spiel- und Registertrakturen sind mechanisch.
- Hauptwerk C-f3: Prestant 16', Prestant 8', Roerfluit 8', Octaaf 4', Spitsfluit 4', Quint 3', Octaaf 2', Mixtuur V-VI 1 1⁄3', Scharf IV 2⁄3', Trompet 8'
- Rückpositiv C-f3: Holpijp 8', Prestant 4', Roerfluit 4', Gemshoorn 2', Nasard 1 1⁄2', Sexquialter II (ab a0), Scharf IV 1', Dulciaan 16', Kromhoorn 8', Tremulant
- Pedalwerk C-f3: Prestant 16', Subbas 16', Octaaf 8', Octaaf 4', Mixtuur VI 2 2⁄3', Bazuin 16', Trompet 8', Schalmei 4'
- Koppeln: II/I, I/P, II/P